# Mord in der Familie – Der Zauberwürfel
Mord in der Familie – Der Zauberwürfel ist ein deutscher ZDF-Krimi-Zweiteiler aus dem Jahr 2021.

## Handlung
Am 1. Januar wird die Leiche von Thomas Becker (Matthias Koeberlin), Sohn eines mächtigen Bauunternehmers (Heiner Lauterbach), aufgefunden. Kommissarin Barbara Falck (Sabine Winterfeldt) und Kollege Christian Krämer (Wolf Danny Homann) finden bald Zusammenhänge mit dem Einsturz des Bauprojektes "Wohnwürfel", bei dem ein Mensch ums Leben kam. Um sein Alkoholproblem in den Griff zu bekommen, suchte Thomas Becker die Anonymen Alkoholiker auf. Dort verliebte er sich in Karoline (Petra Schmidt-Schaller), eine Frau, die alles tun würde, um ihren Sohn zu schützen. Eric, Thomas’ Halbbruder (Lucas Gregorowicz), ist ein weiterer Verdächtiger im Mordfall. Seine Eifersucht auf Thomas und seine Versuche um die Gunst des Vaters zu buhlen, blieben keinem verborgen. Der mächtige Bauunternehmer führte selbst ein perfides Spiel mit seinen Söhnen, um sein Unternehmen zu retten.

## Hintergrund
Mord in der Familie ist ein Projekt der Produktionsfirma Rowboat Film in Zusammenarbeit mit dem ZDF. Produzenten sind Sam Davis und Kim Fatheuer. Gedreht wurde in Köln und Umgebung. Als Vierteiler konzipiert wurden je zwei Episoden als Doppelfolgen gesendet.

## Kritik
Tilmann P. Gangloff schreibt in Tittelbach.tv "Die Faszination der Geschichte über den Zerfall einer Kölner Bau-Dynastie resultiert nicht zuletzt aus dem permanenten Wechsel von Erzähl-Perspektiven und Zeitebenen. Der Rest ist große Schauspielkunst."
In der FAZ lobt Oliver Jungen den Film; vor allem, dass der Regisseur Michael Schneider "auch genretechnisch (...) unaufgeregt inszenierte" und der Kameramann Andreas Zickgraf den Film "souverän bebilderte". Insgesamt "verquickt er doch eine psychologische Familienstudie mit einem Wirtschaftsthriller, einem emotionalen Beziehungsdrama und einem Krimi".